# Soteriscus fructuosi
Soteriscus fructuosi là một loài chân đều trong họ Porcellionidae. Loài này được Vandel miêu tả khoa học năm 1960.